# Seattle Seahawks 2023
La stagione 2023 dei Seattle Seahawks è stata la 48ª della franchigia nella National Football League, la 22ª giocata nel Lumen Field (precedentemente conosciuto come CenturyLink Field) e la quattordicesima e ultima con Pete Carroll come capo-allenatore.
Dopo un'imprevista sconfitta con i Rams all'esordio, Seattle conquistò le tre gare successive, inclusa una vittoria di prestigio contro i Lions che quell'anno avrebbero vinto la propria division. Nel quinto turno i Seahawks persero con i Bengals, dopo di che vinsero tre delle successive quattro gare, arrivando su un record di 6-3. Da quel momento, tuttavia, il calendario si fece più impegnativo, perdendo quattro gare consecutive contro squadre che avrebbero tutte raggiunto i playoff. Malgrado l'avere pareggiato il record di 9-8 dell'anno precedente vincendo tre delle ultime quattro gare, Seattle fu esclusa dai playoff nell'ultimo turno a causa della contemporanea vittoria dei Packers sui Bears.
Come l'anno precedente, malgrado l'acquisizione di diversi giocatori per ovviare al problema, la difesa sulle corse dei Seahawks fu ancora una delle peggiori della NFL. Tra le note positive vi furono invece l'outside linebacker al secondo anno Boye Mafe, che guidò la squadra con 9 sack, e il cornerback rookie scelto come quinto assoluto Devon Witherspoon, che fu convocato per il Pro Bowl. Furono selezionati anche il veterano Bobby Wagner, di ritorno a Seattle dopo una stagione ai Rams e che guidò la NFL per la terza volta in carriera in tackle, e il nuovo acquisto Julian Love, che guidò la squadra con 4 intercetti.
Il 10 gennaio 2024 il capo-allenatore Pete Carroll acconsentì a lasciare la sua posizione dopo 14 stagioni per assumere il ruolo di consulente della squadra al termine della stagione.

## Movimenti di mercato

### Principali free agent acquisiti
| Free agent firmati dai Seahawks |                   |       |                     |        |
| Data                            | Giocatore         | Ruolo | Squadra 2022        | Note   |
| 16 marzo 2023                   | Dre'Mont Jones    | DE    | Denver Broncos      | [ 4 ]  |
| 16 marzo 2023                   | Jarran Reed       | DE    | Green Bay Packers   | [ 5 ]  |
| 16 marzo 2023                   | Evan Brown        | G/C   | Detroit Lions       | [ 6 ]  |
| 17 marzo 2023                   | Devin Bush        | LB    | Pittsburgh Steelers | [ 7 ]  |
| 17 marzo 2023                   | Julian Love       | S     | New York Giants     | [ 8 ]  |
| 25 marzo 2023                   | Bobby Wagner      | LB    | Los Angeles Rams    | [ 9 ]  |
| 12 maggio 2023                  | Mario Edwards Jr. | DE    | Tennessee Titans    | [ 10 ] |
| 26 ottobre 2023                 | Frank Clark       | DE    | Kansas City Chiefs  | [ 11 ] |

### Scambi
| Giocatori ottenuti tramite scambi dai Seahawks |                  |       |                    |                                                                                               |        |
| Data                                           | Giocatore        | Ruolo | Squadra precedente | Compensazione                                                                                 | Note   |
| 30 ottobre 2023                                | Leonard Williams | DL    | New York Giants    | una scelta del secondo giro del Draft NFL 2024, una scelta del quinto giro del Draft NFL 2025 | [ 12 ] |

## Scelte nel Draft 2023
| Scelte dei Seahawks nel Draft 2023 |        |                    |        |                   |                    |
| Giro                               | Scelta | Giocatore          | Ruolo  | College           | Note               |
| 1                                  | 5      | Devon Witherspoon  | CB     | Illinois          | Dai Denver Broncos |
| 1                                  | 20     | Jaxon Smith-Njigba | WR     | Ohio State        |                    |
| 2                                  | 37     | Derick Hall        | DE/OLB | Auburn            | Dai Denver Broncos |
| 2                                  | 52     | Zach Charbonnet    | RB     | UCLA              |                    |
| 4                                  | 108    | Anthony Bradford   | OG     | LSU               |                    |
| 4                                  | 123    | Cameron Young      | DT     | Mississippi State |                    |
| 5                                  | 151    | Mike Morris        | DE     | Michigan          |                    |
| 5                                  | 154    | Olusegun Oluwatimi | C      | Michigan          |                    |
| 6                                  | 198    | Jerrick Reed II    | S      | New Mexico        |                    |
| 7                                  | 237    | Kenny McIntosh     | RB     | Georgia           |                    |

## Staff
| Staff dei Seattle Seahawks nel 2023 |
| --- |
| Organi dirigenziali - Proprietà – Fondo di Paul Allen - Chairwoman – Jody Allen - Vice chairman – Bert Kolde - Presidente – Chuck Arnold - Vice presidente esecutivo/general manager – John Schneider - Assistente general manager – Nolan Teasley - Vice presidente dell'amministrazione del football – Matt Thomas - Vice presidente del personale dei giocatori – Trent Kirchner - Direttore senior del personale dei giocatori – Matt Berry - Direttore degli osservatori del college – Aaron Hineline - Direttore del personale professionistico – Willie Schneider - Dirigente del personale – Jason Barnes Capo allenatore - Capo-allenatore/vice-presidente esecutivo – Pete Carroll - Capo-allenatore associato – Carl Smith Altri allenatori - Prepararatore atletico – Ivan Lewis - Assistente p.a. – Thomas Garcia - Assistente p.a. – Mark Philipp - Assistente p.a. – Grant Steen - Assistente p.a. – Danny Van Dijk - Assistente p.a. – Jamie Yanchar Allenatori dell'attacco - Coordinatore offensivo – Shane Waldron - Quarterback – Greg Olson - Assistente quarterback – Kerry Joseph - Coordinatore gioco sulle corse/running back – Chad Morton - Coordinatore gioco sui passaggi/wide receiver – Sanjay Lal - Tight end – Pat McPherson - Offensive line – Andy Dickerson - Assistente offensive line – Keli'i Kekuewa - Assistente attacco senior – Nate Carroll - Assistente attacco – Donovan Jackson - Assistente attacco – Robbie Picazo Allenatori della difesa - Coordinatore difensivo – Clint Hurtt - Assistente defensive line/defensive tackle – Damione Lewis - Linebacker – John Glenn - Secondaria – Roy Anderson - Assistente defensive back/cornerback – DeShawn Shead - Coordinatore difesa sui passaggi/assistente senior – Karl Scott - Assistente difese – Neiko Thorpe - Assistente difesa/defensive line – Will Tukuafu - Specialista pass rush – BT Jordan Allenatori dello special team - Coordinatore special team – Larry Izzo - Assistente special team – Tracy Smith |

## Roster
| Roster dei Seattle Seahawks nel 2023 |
| --- |
| Quarterback - 2 Drew Lock - 7 Geno Smith Running Back - 44 Nick Bellore FB - 26 Zach Charbonnet - 31 DeeJay Dallas - 25 Kenny McIntosh - 9 Kenneth Walker III Wide Receiver - 19 Jake Bobo - 1 D'Wayne Eskridge - 16 Tyler Lockett - 14 D.K. Metcalf - 11 Jaxon Smith-Njigba - 83 Dareke Young Tight End - 89 Will Dissly - 87 Noah Fant - 84 Colby Parkinson - 38 Brady Russell Offensive Linemen - 75 Anthony Bradford G - 63 Evan Brown C - 67 Charles Cross T - 66 McClendon Curtis G - 78 Stone Forsythe T - 68 Damien Lewis G - 72 Abraham Lucas T - 79 Raiqwon O'Neal T - 51 Olusegun Oluwatimi C - 70 Jason Peters T Defensive Linemen - 95 Myles Adams DE - 97 Mario Edwards Jr. DE - 55 Dre'Mont Jones DE - 90 Jarran Reed DE - 99 Leonard Williams DE - 93 Cameron Young NT Linebacker - 56 Jordyn Brooks ILB - 0 Devin Bush Jr. ILB - 57 Frank Clark OLB - 58 Derick Hall OLB - 53 Boye Mafe OLB - 59 Jon Rhattigan ILB - 52 Darrell Taylor OLB - 54 Bobby Wagner ILB Defensive Back - 33 Jamal Adams SS - 22 Tre Brown CB - 8 Coby Bryant CB - 23 Artie Burns CB - 6 Quandre Diggs FS - 30 Mike Jackson Sr. CB - 20 Julian Love SS - 21 Devon Witherspoon CB - 27 Tariq Woolen CB Special Team - 4 Michael Dickson P - 5 Jason Myers K - 41 Chris Stoll LS Lista delle riserve - 60 Phil Haynes G (IR) - 91 Bryan Mone NT (PUP) - 94 Mike Morris DE (IR) - 10 Uchenna Nwosu OLB (IR) - 49 Joshua Onujiogu OLB (IR) - 32 Jerrick Reed II FS (IR) - 42 Drake Thomas ILB (IR) Squadra di allenamento - 98 Levi Bell OLB (Practice squad/Injured) - 18 Lance Boykin CB - 74 Jake Curhan T - 64 Austin Faoliu NT - 62 Joey Hunt C - 88 Cade Johnson WR - 28 Kelvin Joseph CB - 40 Bryant Koback RB - 85 Tyler Mabry TE - -- Sean Mannion QB - 39 Ty Okada SS - 50 Patrick O'Connell OLB - 92 Tyreke Smith OLB - 34 Jonathan Sutherland S - 13 Cody Thompson WR - 82 Cody White WR - 86 Easop Winston WR 53 attivi, 8 inattivi, 16 nella squadra di allenamento |
| Legenda - I rookie sono in corsivo. - Il primo ruolo è il principale mentre gli eventuali successivi indicano i ruoli secondari. - (IR) sta per Injured Reserve ed indica la lista ristretta per un solo giocatore infortunato che può tornare ad allenarsi dopo la settimana 6 e a rientrare in prima squadra dopo che questa ha giocato 8 partite. - (NF-Inj.) / (NF-Ill.) stanno rispettivamente per Non-Football Injured e Non-Football Illness ed indicano le liste dove viene inserito un giocatore che ha un infortunio o una malattia non dipendente dal football americano. - (PUP) sta per Physically Unable to Perform ed indica la lista dove viene inserito un giocatore mentre è in attesa di recuperare la condizione fisica. Nella stagione regolare dopo la sesta partita giocata dalla propria squadra, il giocatore ha tempo tre settimane per riprendere ad allenarsi, più tre settimane aggiuntive dal suo rientro agli allenamenti per rientrare in prima squadra. |

## Precampionato
Il 23 maggio 2023 fu annunciato il calendario delle gare del precampionato.
| Precampionato |           |            |                   |           |        |               |              |         |
| Settimana     | Data      | Ora (PT)   | Avversario        | Risultato | Record | Stadio        | TV           | Sintesi |
| 1             | 10 agosto | 7:00 p.m.  | Minnesota Vikings | V 24-13   | 1-0    | Lumen Field   | King 5 (NBC) | Sintesi |
| 2             | 19 agosto | 7:00 p.m.  | Dallas Cowboys    | V 22-14   | 2-0    | Lumen Field   | King 5       | Sintesi |
| 3             | 26 agosto | 10:00 a.m. | Green Bay Packers | S 15-19   | 2-1    | Lambeau Field | King 5       | Sintesi |

## Calendario

### Stagione regolare
Il calendario della stagione regolare 2023 fu reso noto l'11 maggio 2023. Il 30 novembre 2023 la gara del quindicesimo turno, originariamente prevista per domenica 17 dicembre, fu spostata a lunedì 18 dicembre, risultando il primo Monday Night Football pianificato durante il corso di una stagione. Data e orario della gara di settimana 18 furono stabilite il 31 dicembre 2023, dopo lo svolgimento del diciassettesimo turno.
| Stagione regolare |                    |                    |                          |                    |                    |                    |                    |                    |
| Settimana         | Data               | Ora (PT)           | Avversario               | Risultato          | Record             | Stadio             | TV                 | Sintesi            |
| 1                 | 10 settembre       | 1:25 p.m.          | Los Angeles Rams         | S 13-30            | 0-1                | Lumen Field        | Fox                | Sintesi            |
| 2                 | 17 settembre       | 10:00 a.m.         | @ Detroit Lions          | S 37-31 (DTS)      | 1-1                | Ford Field         | Fox                | Sintesi            |
| 3                 | 24 settembre       | 1:05 p.m.          | Carolina Panthers        | V 37-27            | 2-1                | Lumen Field        | CBS                | Sintesi            |
| 4                 | 2 ottobre          | 5:15 p.m.          | @ New York Giants (M)    | V 24-3             | 3-1                | MetLife Stadium    | ESPN               | Sintesi            |
| 5                 | Settimana di pausa | Settimana di pausa | Settimana di pausa       | Settimana di pausa | Settimana di pausa | Settimana di pausa | Settimana di pausa | Settimana di pausa |
| 6                 | 15 ottobre         | 10:00 a.m.         | @ Cincinnati Bengals     | S 13-17            | 3-2                | Paycor Stadium     | CBS                | Sintesi            |
| 7                 | 22 ottobre         | 1:05 p.m.          | Arizona Cardinals        | V 20-10            | 4-2                | Lumen Field        | Fox                | Sintesi            |
| 8                 | 29 ottobre         | 1:05 p.m.          | Cleveland Browns         | V 24-20            | 5-2                | Lumen Field        | Fox                | Sintesi            |
| 9                 | 5 novembre         | 10:00 a.m.         | @ Baltimore Ravens       | S 3-37             | 5-3                | M&T Bank Stadium   | CBS                | Sintesi            |
| 10                | 12 novembre        | 1:25 p.m.          | Washington Commanders    | V 29-26            | 6-3                | Lumen Field        | Fox                | Sintesi            |
| 11                | 19 novembre        | 1:25 p.m.          | @ Los Angeles Rams       | S 16-17            | 6-4                | SoFi Stadium       | CBS                | Sintesi            |
| 12                | 23 novembre        | 5:20 p.m.          | San Francisco 49ers (TD) | S 13-31            | 6-5                | Lumen Field        | NBC                | Sintesi            |
| 13                | 30 novembre        | 5:15 p.m.          | @ Dallas Cowboys (T)     | S 35-41            | 6-6                | AT&T Stadium       | Prime Video        | Sintesi            |
| 14                | 10 dicembre        | 1:05 p.m.          | @ San Francisco 49ers    | S 16-28            | 6-7                | Levi's Stadium     | Fox                | Sintesi            |
| 15                | 18 dicembre        | 5:15 p.m.          | Philadelphia Eagles (M)  | V 20-17            | 7-7                | Lumen Field        | ESPN               | Sintesi            |
| 16                | 24 dicembre        | 10:00 a.m.         | @ Tennessee Titans       | V 20-17            | 8-7                | Nissan Stadium     | CBS                | Sintesi            |
| 17                | 31 dicembre        | 1:05 p.m.          | Pittsburgh Steelers      | S 23-30            | 8-8                | Lumen Field        | Fox                | Sintesi            |
| 18                | 7 gennaio          | 1:25 p.m.          | @ Arizona Cardinals      | V 21-20            | 9-8                | State Farm Stadium | Fox                | Sintesi            |

Note:
- Gli avversari della propria division sono in grassetto.
- Il simbolo "@" indica una partita giocata in trasferta.
- (M) indica il Monday Night Football, (T) il Thursday Night Football e (TD) una partita giocata il Thanksgiving day.

## Riassunti delle partite

### Stagione regolare

#### Settimana 1: Los Angeles Rams
| Seattle 10 settembre 2020, ore 22.25 CET | Los Angeles Rams | 30 – 13 (7-3, 0-10, 10-0, 13-0) referto | Seattle Seahawks | Lumen Field (68.683 spett.)\| Arbitro: \| Shawn Smith \| |
| Arbitro:                                 | Shawn Smith      |                                         |                  |                                                          |

A sollevare la bandiera del dodicesimo uomo nel debutto stagionale fu l'ex running back di Seattle Ricky Watters. I Seahawks partivano nettamente favoriti contro i loro rivali di division dei Los Angeles Rams, al loro ritorno alle competizioni dopo la stagione precedente segnata dagli infortuni. Seattle veniva da un'inattesa annata guidata dal quarterback Geno Smith ed era riuscita a centrare i playoff; Smith era stato premiato come NFL Comeback Player of the Year e l'anno precedente aveva battuto i Rams in entrambi gli incontri. Il roster dei Rams dava segnali di declino, con le partenze di Jalen Ramsey e Taylor Rapp. Seattle partì bene nel primo tempo, mentre i Rams mostrarono difficoltà in attacco nel convertire i primi down, malgrado l'essere riusciti a segnare un touchdown con il running back rookie Kyren Williams. Seattle rispose velocemente con una marcatura di D.K. Metcalf e un field goal, chiudendo il primo tempo in vantaggio per 13-7. Nel corso del primo quarto, Metcalf iniziò a scambiarsi insulti con la linea laterale di Los Angeles, portandolo a sferrare un colpo illegale sul cornerback avversario Ahkello Witherspoon che fece infuriare l'allenatore Sean McVay dopo che non fu fischiata alcuna penalità. La linea secondaria dei Rams sfoggiò un'ottima prova nel secondo tempo, non permettendo ai Seahawks di segnare alcun punto. Il wide receiver rookie dei Rams Puka Nacua ebbe un ottimo debutto, ricevendo 10 passaggi per 119 yard. Anche i running back dei Rams si misero in luce, con Kyren Williams e Cam Akers che totalizzarono 81 yard corse e 3 touchdown. La difesa dei Rams impedì a Seattle di convertire alcun primo down nel suo territorio per il resto della partita. Due field goal del kicker Brett Maher nel quarto periodo assicurarono la vittoria ai Rams per 30-13. I 19 tackle di Bobby Wagner, di ritorno proprio dai Rams, furono il massimo della NFL in quella giornata di campionato.

#### Settimana 2: at Detroit Lions
| Detroit 17 settembre 2023, ore 19.00 CET | Seattle Seahawks | 37 – 31 (7-7, 0-7, 10-7, 14-10, 6-0) referto | Detroit Lions | Ford Field (66.434 spett.)\| Arbitro: \| Alex Kemp \| |
| Arbitro:                                 | Alex Kemp        |                                              |               |                                                       |

A differenza del primo turno, Seattle era sfavorita contro i Detroit Lions, che avevano chiuso la stagione precedente in crescendo e che avevano battuto i Kansas City Chiefs campioni in carica nel debutto stagionale. Il quarterback Jared Goff non subiva un intercetto da dieci partite e Seattle era priva dei due offensive tackle titolari Charles Cross e Abraham Lucas, infortunatisi sette giorni prima, sostituiti da Stone Forsythe e Jake Curhan. Il primo quarto si chiuse in parità per 7-7, con Detroit che rispose con Josh Reynolds su ricezione dopo che Seattle aveva segnato nel drive iniziale con una corsa da una yard di Kenneth Walker III. L'unica altra marcatura del primo tempo fu un touchdown di Kalif Raymond su un passaggio da 36 yard di Goff. Nel secondo Walker segnò dopo 44 secondi il secondo touchdown di giornata da 3 yard. Seguirono un touchdown su corsa da 4 yard di David Montgomery per Detroit e un field goal di Jason Myers per Seattle.  Nel quarto periodo Tyler Lockett segnò il primo touchdown stagionale cui seguì un intercetto di Tre Brown ritornato per 40 yard in touchdown che chiuse la striscia di Goff al terzo posto per passaggi tentati senza subirne al terzo posto nella storia della NFL. Seattle si trovò così in vantaggio di 10 punti a otto minuti dal termine ma i Lions riuscirono a pareggiare con un altro touchdown di Reynolds e una field goal di Ryley Patterson a 1:44 dal termine dei tempi regolamentari. Si andò così ai tempi supplementari, con i Seahawks che vinsero il lancio della monetina. Uno Smith chirurgico guidò il drive della vittoria, conclusosi con il secondo touchdown di giornata di Lockett su passaggio da 6 yard. Tre Brown disputò una delle migliori gare in carriera con un sack, un fumble forzato e un intercetto ritornato in touchdown. Smith passò 328 yard e 2 touchdown, venendo premiato come quarterback della settimana. Forsythe e Curhan non concessero alcun sack e quarterback hit su Smith.

#### Settimana 3: Carolina Panthers
| Seattle 24 settembre 2023, ore 22.05 CET | Carolina Panthers | 27 – 37 (3-3, 10-9, 0-10, 14-15) referto | Seattle Seahawks | Lumen Field (68.699 spett.)\| Arbitro: \| Ronald Torbert \| |
| Arbitro:                                 | Ronald Torbert    |                                          |                  |                                                             |

In questa partita i Seahawks festeggiarono il decennale della vittoria del Super Bowl XLVIII, indossando per la prima volta nella loro storia la maglia bianca (con pantaloncini blu) in un incontro casalingo, la stessa uniforme indossata durante la finalissima. A issare la bandiera del dodicesimo uomo ci fu l'MVP di quella partita, il linebacker Malcolm Smith. I Panthers erano privi della prima scelta assoluta del Draft 2023 Bryce Young per infortunio, venendo sostituito dal quarterback veterano Andy Dalton, che in carriera aveva contro i Seahawks un record di 3-1 e una media di oltre 30 punti segnati a partita.
L'attacco dei Seahawks si spinse molte volte verso la end zone avversaria nella prima parte della partita, ma non riuscì mai a segnare un touchdown, accontentandosi di cinque field goal di Jason Myers, che li trasformò tutti. Dopo avere chiuso il primo tempo in svantaggio per 13-12 e avere aperto il terzo quarto con un field goal, i Seahawks segnarono il primo touchdown di giornata con una corsa da una yard di Kenneth Walker, portandosi in vantaggio per 22-13. Carolina accorciò lo svantaggio nel quarto periodo con un touchdown su corsa da una yard di Miles Sanders ma Walker rispose meno di un minuto dopo con il suo secondo touchdown da 7 yard. Seattle prese il largo con la prima marcatura in carriera del rookie non scelto nel draft Jake Bobo su passaggio da 5 yard di Smith e si rivelò inutile l'ultima marcatura dei Panthers su ricezione da 15 yard di Adam Thielen su passaggio di Dalton. Il rookie Devon Witherspoon guidò la squadra con 11 tackle. Jarran Reed mise a segno 8 placcaggi (di cui uno con perdita di yard), 3 quarterback hits e 1,5 sack, in una partita che l'allenatore Pete Carroll definì la migliore di Reed che avesse mai visto. Kenneth Walker guidò la squadra con 97 yard corse e 2 touchdown, venendo premiato come miglior giocatore offensivo della NFC della settimana. Fu la prima volta in carriera che il running back segnò più marcature in due gare consecutive. Il frastuono del pubblico del Lumen Field contribuì alla vittoria dei padroni di casa causando 8 penalità per false partenze all'attacco dei Panthers.

#### Settimana 4: at New York Giants
| East Rutherford 3 ottobre 2023, ore 02.15 CET | Seattle Seahawks | 24 – 3 (7-0, 7-3, 7-0, 3-0) referto | New York Giants | MetLife Stadium (78.507 spett.)\| Arbitro: \| Brad Rogers \| |
| Arbitro:                                      | Brad Rogers      |                                     |                 |                                                              |

I Seahawks si presentarono alla gara esterna contro i New York Giants, privi di Saquon Barkley, con la miglior percentuale di vittorie nella storia del Monday Night Football. In questa partita vi fu il ritorno in campo della safety Jamal Adams da un lungo infortunio, per il quale meditò anche il ritiro, ma la sua partita durò solamente 9 snap a causa di una commozione cerebrale subita. Ad aprire le marcature fu il secondo touchdown stagionale di Metcalf su passaggio da 7 yard di Smith sul finire del primo quarto. Nel secondo i Giants segnarono gli unici punti della loro partita con un field goal da 55 yard di Graham Gano. La seconda frazione si chiuse con Kenneth Walker che andò a segno per la terza gara consecutiva con una corsa da una yard.
A un minuto dal termine del terzo quarto, con i Giants vicini alla goal line, Devon Witherspoon intercettò il quarterback avversario Daniel Jones, ritornando il pallone per 97 yard nel touchdown del 21-3. L'ultima segnatura fu un field goal di Jason Myers da 34 yard dopo che aveva sbagliato il precedente tentativo. In questa partita i Seahawks pareggiarono il record di franchigia con 11 sack, che furono anche un primato assoluto del Monday Night Football, con due a testa per Bobby Wagner, Jordyn Brooks, Uchenna Nwosu e Witherspoon. Quest'ultimo per questa prestazione fu premiato come miglior difensore della NFC della settimana. Seattle arrivò così al turno di pausa con un record di 3-1.

#### Settimana 6: at Cincinnati Bengals
| Cincinnati 15 ottobre 2023, ore 19.00 CET | Seattle Seahawks | 13 – 17 (7-7, 3-7, 3-0, 0-3) referto | Cincinnati Bengals | Paycor Stadium (66.385 spett.)\| Arbitro: \| Adrian Hill \| |
| Arbitro:                                  | Adrian Hill      |                                      |                    |                                                             |

Dopo il turno di pausa, Seattle affrontò un'ostica trasferta contro i Bengals al Paycor Stadium. Una potenziale candidata al Super Bowl nei pronostici di inizio anno, Cincinnati aveva iniziato la stagione in maniera negativa, complice un infortunio al polpaccio della sua stella, il quarterback Joe Burrow, ma era in ripresa dopo una vittoria su Arizona che l'aveva fatta salire a un record di 2-3.
I Seahawks segnarono nel primo drive della partita con un touchdown su corsa di Kenneth Walker ma ciò che sembrava una giornata promettente dell'attacco si rivelò un fuoco di paglia. I Bengals risposero subito con due passaggi da touchdown consecutivi di Burrow, ed essi si sarebbero rivelati sufficienti per assicurarsi la vittoria. Dopo un field goal di Seattle, il primo tempo si chiuse sul 14-10. Nel secondo la difesa di Seattle annullò l'attacco di Cincinnati ma quello dei Seahawks, pur raggiungendo svariate volte la red zone, non riuscì a segnare alcun touchdown. Un field goal per parte nella seconda metà di gioco fisso il risultato sul 17-13 finale. Malgrado la sconfitta, l'attacco di Seattle guadagnò quasi il doppio delle yard offensive degli avversari, oltre 400 contro 213.

#### Settimana 7: Arizona Cardinals
| Seattle 22 ottobre 2023, ore 22.05 CET | Arizona Cardinals | 10 – 20 (3-7, 7-7, 0-3, 0-3) referto | Seattle Seahawks | Lumen Field (68.781 spett.)\| Arbitro: \| Scott Novak \| |
| Arbitro:                               | Scott Novak       |                                      |                  |                                                          |

A issare la bandiera del dodicesimo uomo fu Gus Johansson. Seattle tornó tra le mura amiche dopo due trasferte consecutive contro gli Arizona Cardinals, ultimi nella division e con il secondo peggior record della lega in quel momento. Privi dell'infortunato D.K. Metcalf, i Seahawks schierarono come titolare al suo posto il rookie scelto nel primo giro Jaxon Smith-Njigba, che aprì le marcature con il suo primo touchdown in carriera su passaggio da 28 yard di Geno Smith. Arizona ribaltó il risultato prima segnando un field goal e poi con un touchdown su corsa da 25 yard del quarterback Joshua Dobbs. Quelli furono i loro unici punti della partita. Prima dello scadere del primo tempo, Seattle si riportò in vantaggio con passaggio da touchdown da Smith al rookie non scelto nel draft Jake Bobo.
Nel secondo tempo Seattle segnó un field goal per quarto, fissando il risultato sul 20-10 finale. L'attacco sì trascinò dal turno precedente difficoltà a concludere nella red zone, con Smith che subì un intercetto nelle vicinanze della goal line, e anche la difesa non fu impeccabile, con un intercetto e un sack di Witherspoon che furono annullati per delle penalità. Questa fu la prima partita nella storia della squadra in cui due ricevitori rookie andarono entrambi a segno. Fu inoltre la prima partita dei Seahawks dal 2013 che la squadra vinse malgrado avere perso tre palloni in più degli avversari.

#### Settimana 8: Cleveland Browns
| Seattle 29 ottobre 2023, ore 22.05 CET | Cleveland Browns | 20 – 24 (7-17, 7-0, 6-0, 0-3) referto | Seattle Seahawks | Lumen Field (68.807 spett.)\| Arbitro: \| Bill Vinovich \| |
| Arbitro:                               | Bill Vinovich    |                                       |                  |                                                            |

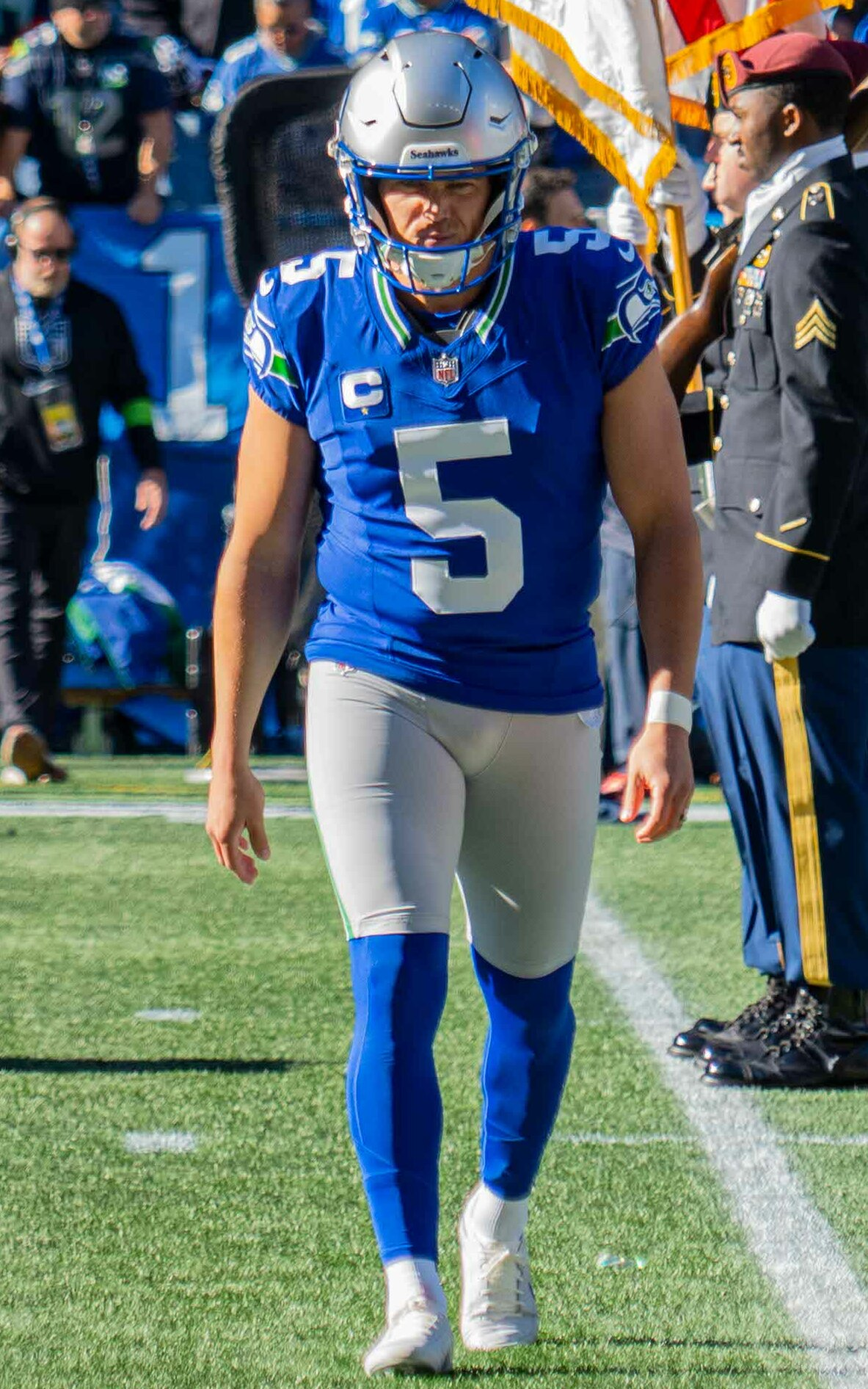
Le uniformi degli anni 90

A issare la bandiera del dodicesimo uomo fu lo scienziato e presentatore Bill Nye. In questa partita i Seahawks utilizzarono le vecchie uniformi degli anni novanta. I Browns erano senza l'infortunato quarterback titolare Deshaun Watson, sostituito da P.J. Walker, e potevano contare su una delle migliori difese della lega. Seattle aprì la partita segnando un touchdown in entrambi i drive iniziali, con Jake Bobo su corsa e con Tyler Lockett su ricezione da 12 yard. Cleveland rispose con un passaggio da touchdown da Walker a David Njoku da 18 yard, accorciando lo svantaggio a 14-7. Nel finale del primo quarto i padroni di casa segnarono un field goal, ma da quel momento l'attacco sparì per quasi tutto il resto dell'incontro: in un certo momento Seattle disputò sette drive consecutivi senza guadagnare un solo primo down. Il secondo quarto si aprì con il primo intercetto stagionale di Tariq Woolen. Dopo un punt di Seattle, Cleveland segnò con Kareem Hunt un touchdown su una corsa da una yard. Il primo tempo si chiuse sul 17-14 per i Seahawks.
Nel terzo quarto i Browns segnarono due field goal, in mezzo ai quali vi il secondo intercetto di giornata di Geno Smith, portandosi in vantaggio. Nel finale del quarto periodo, Julian Love intercettò Walker dopo che il suo passaggio fu deviato con il casco da Jamal Adams. Seattle tornò così in possesso del pallone e Smith guidò la squadra a percorrere 52 yard di campo in un minuto e 19 secondi. Il drive si concluse con il touchdown della vittoria di Jaxon Smith-Njigba su passaggio da 9 yard di Smith. Seattle vinse così per 24-20 e con la terza sconfitta consecutiva dei San Francisco 49ers si trovò per la prima volta in stagione in testa alla division.

#### Settimana 9: at Baltimore Ravens
| Baltimora 5 novembre 2023, ore 19.00 CET | Seattle Seahawks | 3 – 37 (0-0, 3-17, 0-13, 0-7) referto | Baltimore Ravens | M&T Bank Stadium (70.753 spett.)\| Arbitro: \| Shawn Hochuli \| |
| Arbitro:                                 | Shawn Hochuli    |                                       |                  |                                                                 |

Nel nono turno i Seahawks volarono a Baltimora per affrontare i Ravens che avevano un record di 6-2 ed erano una delle squadre più in forma della lega. I padroni di casa si portarono subito in vantaggio segnando due touchdown su corsa con Gus Edwards. Seattle rispose segnando gli unici punti della sua partita con un field goal da 33 yard di Myers. I Ravens risposero con un altro field goal da 37 yard di Justin Tucker ed il primo tempo si chiuse sul 17-3. Nel secondo Baltimore prese ulteriormente il largo segnando due field goal e un touchdown con una corsa da 40 yard di Keaton Mitchell. Gli ultimi punti furono segnati da Odell Beckham Jr. con un passaggio da 6 yard del quarterback di riserva Tyler Huntley, subentrato a Lamar Jackson a risultato ampiamente acquisito.
In una delle peggiori prestazioni dell'era di Pete Carroll, i Seahawks persero la testa della division dopo una sola settimana malgrado i 49ers fossero nel turno di pausa. In 237 partite sotto la direzione di Carroll fino a quel momento, fu la prima volta che la squadra guadagnò così pochi primi down (6). Nessuna squadra della NFL fino a quel momento della stagione ne aveva guadagnati così pochi in una partita. L'unica nota positiva fu Boye Mafe che mise a segno un sack per il sesto turno consecutivo, pareggiando il record di franchigia di Michael Sinclair.

#### Settimana 10: Washington Commanders
| Seattle 12 novembre 2023, ore 22.25 CET | Washington Commanders | 26 – 29 (6-3, 3-6, 3-7, 14-13) referto | Seattle Seahawks | Lumen Field (68.721 spett.)\| Arbitro: \| Alex Kemp \| |
| Arbitro:                                | Alex Kemp             |                                        |                  |                                                        |

Dopo la pesante sconfitta della settimana precedente, i Seahawks fecero ritorno in casa per affrontare i Washington Commanders. Gli ospiti aprirono le marcature nel primo drive con un passaggio da touchdown da 51 yard da Sam Howell a Brian Robinson Jr. ma la squadra sbagliò il tentativo di extra point. Seattle rispose segnando un field goal da 45 yard. Dopo uno scambio di punt, le due squadre segnarono un field goal a testa, cui seguì un'altra serie di punt finché Seattle segnò gli ultimi punti del primo tempo con un field goal da 33 yard. La prima frazione si chiuse così in parità per 12-12, con il cornerback Emmanuel Forbes espulso per uno scontro casco contro casco con Tyler Lockett.
Washington aprì il secondo tempo con un field goal segnato da 47 yard, dopo di che Seattle segnò un touchdown con un passaggio da 64 yard da Geno Smith a Kenneth Walker, il primo su ricezione della sua carriera. Nel quarto periodo Myers segnò un altro field goal da 45 yard, a cui Howell rispose con un touchdown da 19 yard per Antonio Gibson. I Seahawks a loro volta segnarono con Tyler Lockett su passaggio da 5 yard di Smith ma i Howell passò il terzo touchdown della sua partita trovando Dyiami Brown da 35 yard. La partita si trovò così sul 26 pari a 52 secondi dal termine. Partendo dalla propria linea delle 25 yard, Smith guidò il drive della vittoria concluso allo scadere con il quinto field goal di giornata segnato da Jason Myers, questa volta da 43 yard. Seattle salì così a un record di 6-3, riuscendo a tenere il passo dei 49ers che qualche ora prima avevano battuto nettamente i Jaguars. Boye Mafe batté il record di franchigia di Michael Sinclair con la settima gara consecutiva con un sack. Geno Smith passó un nuovo primato personale di 369 yard. Seattle guadagnò 253 yard dopo le ricezioni in questa sfida, il massimo per qualsiasi squadra della NFL in una singola partita in quel momento della stagione. Jason Myers per la sua prestazione fu premiato come miglior giocatore degli special team della NFC della settimana.

#### Settimana 11: at Los Angeles Rams
| Seattle 19 novembre 2020, ore 22.25 CET | Seattle Seahawks | 16 – 17 (7-0, 6-7, 3-0, 0-10) referto | Los Angeles Rams | Lumen Field (72.704 spett.)\| Arbitro: \| Carl Cheffers \| |
| Arbitro:                                | Carl Cheffers    |                                       |                  |                                                            |

I Rams arrivarono al secondo scontro con i Seahawks dopo tre sconfitte consecutive. Priva dell'infortunato Jamal Adams, Seattle partì bene, con un drive da 88 yard concluso con un passaggio da touchdown da Geno Smith a D.K. Metcalf. Da quel momento però l'attacco andò in crisi, perdendo Kenneth Walker per infortunio, accontentandosi di field goal e sparendo completamente nel terzo quarto, quando il quarterback si infortunò a un gomito, venendo sostituito da Drew Lock. Questi non guadagnò alcun primo down mentre fu in campo, subendo anche un intercetto, mentre la squadra era in vantaggio per 16-7. I Rams invece rimontarono e si portarono in vantaggio per 17-16. Smith tornò in campo a 1:31 dal termine senza time out e riuscì a trovare Lockett e Smith con passaggi da 13 e 21 yard rispettivamente. Seattle arrivò così in raggio da calciare il field goal della vittoria ma invece di dare a Smith la possibilità di avvicinarsi ulteriormente, corse due volte guadagnando 2 yard e poi fermando il tempo con un passaggio scagliato a terra. Jason Myers calciò così da 55 yard ma il pallone uscì sulla destra, condannando i Seahawks alla sconfitta. La squadra perse così la testa della division alla vigilia dello scontro con i 49ers. Dopo avere chiuso quattro terzi down su quattro nel drive iniziale, Seattle ne convertì solo uno su undici nel resto della partita. In questa partita Bobby Wagner divenne il terzo giocatore della storia della NFL a fare registrare almeno 100 tackle per dodici stagioni consecutive, dopo London Fletcher e Derrick Brooks. Metcalf segnò il suo 38º touchdown su ricezione, il massimo della storia della franchigia nelle prime cinque stagioni. Lockett in questa gara superò Brian Blades al secondo posto sia in ricezioni che in yard ricevute nella storia della squadra.

#### Settimana 12: San Francisco 49ers
| Seattle 24 novembre 2023, ore 02.20 CET | San Francisco 49ers | 31 – 13 (7-3, 17-0, 0-10, 7-0) referto | Seattle Seahawks | Lumen Field (68.702 spett.)\| Arbitro: \| Tra Blake \| |
| Arbitro:                                | Tra Blake           |                                        |                  |                                                        |

Nella gara del Giorno del Ringraziamento in prima serata, i Seahawks ospitarono i loro più accerrimi rivali, i San Francisco 49ers, primi nella division. A issare la bandiera del dodicesimo uomo fu il nativo di Seattle e due volte vincitore del Cy Young Award Blake Snell. Geno Smith, dopo l'infortunio di quattro giorni prima, era in dubbio, ma riuscì a scendere in campo come titolare. San Francisco aprì le marcature con un touchdown su corsa da 2 yard di Deebo Samuel. Seattle segnò gli unici punti del suo primo tempo rispondendo con un field goal da 51 yard di Myers. Nel secondo quarto i 49ers ebbero un parziale di 17-0 con due touchdown di Christian McCaffrey e un field goal di Jake Moody. Il primo tempo si chiuse così sul 24-3 per gli ospiti.
Seattle mostrò segnali di vita nel terzo quarto, con un intercetto di Jordyn Brooks su Brock Purdy ritornato per 12 yard in touchdown e un field goal da 30 yard di Myers. San Francisco chiuse il tentativo di rimonta a metà del quarto periodo con un touchdown da 28 yard di Brandon Aiyuk su passaggio di Purdy per il 31-13 finale.

#### Settimana 13: at Dallas Cowboys
| Arlington 1º dicembre 2023, ore 02.15 CET | Seattle Seahawks | 35 – 41 (7-10, 14-10, 7-7, 7-14) referto | Dallas Cowboys | AT&T Stadium (93.367 spett.)\| Arbitro: \| Clete Blakeman \| |
| Arbitro:                                  | Clete Blakeman   |                                          |                |                                                              |

In questa partita Seattle utilizzò per la seconda e ultima volta in stagione le uniformi throwback degli anni novanta. Seattle si trovò all'intervallo in vantaggio di un punto, grazie a tre touchdown segnati, due con Metcalf su ricezione e il primo su corsa in carriera per il rookie Zach Charbonnet, partito come titolare al posto dell'infortunato Kenneth Walker. Dak Prescott invece passò due touchdown e i Cowboys segnarono due field goal. Il secondo tempo si aprì con un touchdown su corsa di Geno Smith, a cui rispose Tony Pollard con un altro touchdown su corsa da 6 yard. Dopo un intercetto, Smith si fece perdonare con il terzo touchdown di giornata per Metcalf. Seattle si trovò così in vantaggio di otto punti ma Dallas segnò due field goal, inframezzati dal terzo passaggio da touchdown di Prescott e i Cowboys vinsero per 41-35. Questa fu la quinta gara della storia della NFL senza che le due squadre calciassero alcun punt. I Seahawks, nella miglior partita dell'anno per l'attacco, divennero la prima squadra della storia ad avere segnato almeno 35 punti senza calciare alcun punt e a venire sconfitta.

#### Settimana 14: at San Francisco 49ers
| Santa Clara 10 dicembre 2023, ore 22.05 CET | Seattle Seahawks | 16 – 28 (10-7, 0-7, 6-7, 0-7) referto | San Francisco 49ers | Lumen Field (71.816 spett.)\| Arbitro: \| Brad Rogers \| |
| Arbitro:                                    | Brad Rogers      |                                       |                     |                                                          |

Seattle era priva di Geno Smith, infortunato all'inguine, sostituito da Drew Lock, alla prima partita come titolare con la squadra. Recuperò invece Kenneth Walker III. Nella prima azione della partita, Christian McCaffrey corse per oltre 70 yard, dando modo a Jordan Mason di segnare comodamente da 3 yard nello snap successivo. Cinque minuti dopo Seattle pareggiò con D.K. Metcalf su passaggio da 31 yard di Lock. Gli ospiti si portarono poi in vantaggio con un field goal. Nel secondo quarto Deebo Samuel segnò su un passaggio da 54 yard di Brock Purdy e San Francisco chiuse in vantaggio il primo tempo per 14-10.
Nel terzo quarto le squadre segnarono un touchdown a testa, prima con una corsa da una yard di Deebo Samuel e poi con Colby Parkinson su ricezione da 25 yard. Gli ultimi punti li segnarono nel quarto periodo i 49ers con una ricezione da 44 yard di George Kittle. A tre minuti dal termine Metcalf e Deommodore Lenoir furono entrambi esplusi per una rissa. Per i Seahawks si trattò della quarta sconfitta consecutiva per la prima volta nell'era Carroll. L'ultima volta era accaduto nel 2009 quando la squadra era allenata da Jim Mora. Lock chiuse con 269 yard passate, 2 touchdown e 2 intercetti subiti.

#### Settimana 15: Philadelphia Eagles
| Seattle 19 dicembre 2023, ore 02.15 CET | Philadelphia Eagles | 17 – 20 (7-0, 3-3, 7-7, 0-10) referto | Seattle Seahawks | Lumen Field (68.758 spett.)\| Arbitro: \| Clay Martin \| |
| Arbitro:                                | Clay Martin         |                                       |                  |                                                          |

A issare la bandiera del dodicesimo uomo fu l'ex ricevitore di Seattle Golden Tate. Gli Eagles venivano da due sconfitte consecutive e prima di questa partita non battevano i Seahawks da 15 anni. Fino all'ultimo istante Seattle fu in dubbio su quale quarterback schierare come titolare, con Geno Smith ancora alle prese con i postumi dell'infortunio. Alla fine la squadra optò per Drew Lock. Gli Eagles si portarono in vantaggio per 10-0 con touchdown su corsa da 3 yard del quarterback Jalen Hurts e un field goal da 27 yard. Seattle segnò i suoi primi punti nel secondo quarto con un field goal da 26 yard di Myers. Dopo una serie di tre punt il primo tempo si chiuse sul 10-3 per gli ospiti.
Nel primo drive del terzo quarto Kenneth Walker tornò a segnare su una corsa da 23 yard, impattando il risultato sul 10-10. Philadelphia rispose con il secondo touchdown su corsa di Hurts. Il terzo quarto si chiuse con uno scambio di punt. Seattle aprì il quarto periodo con un lungo drive da oltre 6 minuti che si concluse con un field goal segnato da 43 yard. Nel successivo Julian Love mise a segno un intercetto nella end zone sul quarterback avversario. Dopo un punt a testa, Lock in 84 secondi guidò un drive da 92 yard che vide due lunghi lanci per D.K. Metcalf e si concluse con il passaggio da touchdown della vittoria da 29 yard per Jaxon Smith-Njiga che batté la marcatura diretta del difensore Pro Bowler James Bradberry. Nel tentativo finale di Philadelphia, Hurts fu intercettato per la seconda volta da Julian Love che sigillò il 20-17 finale. Seattle salì così a un record di 7-7, mantenendo vive le speranze di centrare un posto nei playoff. Con questa vittoria Pete Carroll salì a un record di 8-0 nella sua carriera da allenatore contro gli Eagles. Per la sua prestazione Love fu premiato come miglior difensore della NFC della settimana.

#### Settimana 16: at Tennessee Titans
| Nashville 24 dicembre 2023, ore 19.00 CET | Seattle Seahawks | 20 – 17 (0-0, 3-10, 3-0, 14-7) referto | Tennessee Titants | Nissan Stadium (60.181 spett.)\| Arbitro: \| Shawn Smith \| |
| Arbitro:                                  | Shawn Smith      |                                        |                   |                                                             |

I Titans erano privi del quarterback titolare Will Levis, infortunato, sostituito dal veterano Ryan Tannehill. Seattle invece ritrovò Geno Smith come partente, ristabilitosi dall'infortunio. L'attacco combinò poco o nulla nel primo tempo, segnando un solo field goal, e chiudendo in svantaggio per 10-3, con Tennessee che segnò un touchdown su passaggio dal running back Derrick Henry per Chigoziem Okonkwo. Nel terzo quarto l'unica marcatura fu un field goal da 27 yard di Jason Myers. I Seahawks segnarono il loro primo touchdown dopo tre minuti dall'inizio del quarto periodo con D.K. Metcalf su passaggio da 11 yard di Smith, portandosi in vantaggio per la prima volta. I Titans risposero quattro minuti più tardi con Henry che segnò su corsa da 2 yard. Come la settimana precedente Seattle si trovò così a dovere ribaltare il risultato nel finale, cosa che riuscì a fare grazie a diverse ricezioni di Tyler Lockett e il definitivo passaggio da touchdown da Smith a Colby Parkinson da 5 yard a 57 secondi dal termine. I Titans tentarono una disperata rimonta ma dei sack di Boye Mafe e Dre'Mont Jones su Tannehill tolsero loro ogni speranza. I Seahawks rientrarono così in posizione utile per qualificarsi ai playoff grazie alla contemporanea sconfitta dei Vikings e divennero la seconda squadra della storia (dopo i Dolphins del 1999) a vedere due drive vincenti in due gare consecutive con due diversi quarterback. Jason Myers salì al terzo posto della storia della franchigia per field goal segnati.

#### Settimana 17: Pittsburgh Steelers
| Seattle 31 dicembre 2023, ore 22.05 CET | Pittsburgh Steelers | 30 – 23 (7-0, 10-14, 7-3, 6-6) referto | Seattle Seahawks | Lumen Field (68.735 spett.)\| Arbitro: \| Shawn Hochuli \| |
| Arbitro:                                | Shawn Hochuli       |                                        |                  |                                                            |

Gli Steelers si presentarono a Seattle con il loro terzo quarterback, Mason Rudolph, che veniva da una prova positiva nella settimana precedente. Gli ospiti passarono in vantaggio con un touchdown su corsa da 18 yard di Jaylen Warren ma i Seahawks ribaltarono il risultato con due marcature di Kenneth Walker e Jaxon Smith-Njgba, in mezzo alle quali vi fu un field goal di Chris Boswell. L'ultima segnatura del primo tempo fu una corsa da 9 yard di Najee Harris che fissò il risultato sul 17-14 a metà gara. Nel secondo tempo le squadre segnarono quasi unicamente field goal e a fare la differenza fu il secondo touchdown di Harris a 3:50 dal termine del terzo quarto. Seattle, che ebbe enormi problemi nei placcaggi in questa sfida, uscì così sconfitta nell'ultima gara in casa della stagione e uscì dalla griglia dei playoff a causa della vittoria dei Packers sui Vikings qualche ora dopo. In questa partita D.K. Metcalf, Tyler Lockett e Jaxon Smith-Njigba divennero il primo terzetto della storia della squadra a fare registrare tutti almeno 60 ricezioni in una stagione.

#### Settimana 18: at Arizona Cardinals
| Glendale 7 gennaio 2024, ore 22.25 CET | Seattle Seahawks | 21 – 20 (3-0, 10-3, 0-7, 8-7) | Arizona Cardinals | State Farm Stadium\| Arbitro: \| Adrian Hill \| |
| Arbitro:                               | Adrian Hill      |                               |                   |                                                 |

I Seahawks si presentarono all'ultimo turno ancora in corsa per i playoff ma necessitavano di una vittoria sui Cardinals e della sconfitta dei Packers contro i Bears per qualificarvisi. Seattle segnò per prima con un field goal da 33 yard di Myers. Dopo uno scambio di punt Arizona pareggiò da 23 yard con Matt Prater. 55 secondi dopo il tight end Will Dissly segnò il suo primo touchdown stagionale su passaggio da 19 yard di Smith. Un field goal per parte fissò il risultato del primo tempo sul 13-6 per gli ospiti.
Nel terzo quarto i Cardinals pareggiarono con una corsa da 29 yard di James Conner. Nell'ultimo periodo segnarono nuovamente con un passaggio da touchdown da Kyler Murray a Trey McBride, portandosi in vantaggio per 20-13. Dopo un punt di Seattle, Arizona calciò il field goal che le avrebbe garantito la vittoria ma lo sbagliò e Geno Smith ne approfittò percorrendo 67 yard di campo e trovando Tyler Lockett con un touchdown da 34 yard. I Seahawks optarono per la conversione da due punti, avendo successo e portandosi in vantaggio per 21-20. I Cardinals sbagliarono l'ultimo disperato tentativo di field goal, così Seattle vinse la sua nona gara stagionale, successo tuttavia ininfluente a causa della vittoria dei Packers sui Bears, rimanendo fuori dalla post-season.

## Premi

### Pro Bowler
I Seahawks ebbero inizialmente tre giocatori selezionati per il Pro Bowl:
- LB Bobby Wagner (nona convocazione, record di franchigia pareggiato)
- CB Devon Witherspoon (prima convocazione)
- S Julian Love (prima convocazione)

In seguito furono selezionati anche:
- QB Geno Smith (seconda convocazione, al posto di Matthew Stafford)
- WR D.K. Metcalf (seconda convocazione, al posto di Mike Evans)
- ST Nick Bellore (seconda convocazione, al posto di Jalen Reeves-Maybin)

### All-Pro
Bobby Wagner fu l'unico giocatore di Seattle a venire inserito nella formazione ideale della stagione All-Pro dall'Associated Press nel 2023, nel Second-team.

### Premi settimanali e mensili
- Geno Smith:

quarterback della settimana 2
- Kenneth Walker III:

giocatore offensivo della NFC della settimana 3
- Devon Witherspoon:

difensore della NFC della settimana 4
rookie difensivo del mese di ottobre
- Jason Myers:

giocatore degli special team della NFC della settimana 10
- Julian Love:

difensore della NFC della settimana 15

## Leader della squadra
| Leader della squadra   |                    |           |
| Categoria              | Giocatore          | N.        |
| Yard passate           | Geno Smith         | 3.624     |
| Touchdown passati      | Geno Smith         | 20        |
| Yard corse             | Kenneth Walker III | 905 yard  |
| Touchdown su corsa     | Kenneth Walker III | 8         |
| Ricezioni              | Tyler Lockett      | 77        |
| Yard ricevute          | D.K. Metcalf       | 1.114     |
| Touchdown su ricezione | D.K. Metcalf       | 8         |
| Tackle totali          | Bobby Wagner       | 183†      |
| Sack                   | Boye Mafe          | 9,0       |
| Intercetti             | Julian Love        | 4         |
| Punti segnati          | Jason Myers        | 138 punti |

† Leader della NFL